# たがみよしひさ
たがみ よしひさ（本名：田上 喜久、1958年12月9日 - ）は、日本の漫画家。代表作に『軽井沢シンドローム』など。同じく漫画家の小山田いくは実兄。

## 人物
長野県小諸市出身。暁の星幼稚園、小諸市立坂の上小学校、芦原中学校、長野県軽井沢高等学校を卒業した。中学時代に不登校の時期があった。高校卒業後、上京したが帰郷し、軽井沢などでアルバイトをしながら漫画を描き上げ、小学館新人コミック大賞に投稿した。
1979年、『ビッグコミック』1月10日号（小学館）に掲載された「ざしきわらし」（昭和53年度上期小学館新人コミック大賞の佳作）でデビュー。
作風における最大の特徴は、8頭身のシリアスな絵柄と2 - 3頭身のギャグ調を混在させる作風にある（8頭身のシリアスのみ、2 - 3頭身でギャグのみの作品も存在）。前者のときは目鼻立ちが強調された欧米人風ではあるが、描線としては少女漫画的である絵柄が特徴。また、当て字を多用する独特の台詞回しと、ふきだし以外の部分や枠線外の書き込みが多い。台詞以外の字体は丸文字を使用するが、読解が難しい箇所も見受けられる。
作品の主題としては、青春群像劇、シリアスなSF、ミステリーおよびサスペンス、オカルト、伝奇、ミリタリーなど、様々なジャンルを幅広く手がける。作品の枠を超えてキャラクターのクロスオーバーがしばしばあり、なかでも『NERVOUS BREAKDOWN』においては、現代を舞台とする主要作品の登場人物のほとんどが登場している。また、出身地である長野県が舞台になる作品が多く（『我が名は狼』『軽井沢シンドローム』など）、個別エピソードでもよく舞台になる。また、作中の人物が通う架空の学校に「白鳳高校」「白鳳大学」がある。
同じく漫画家であった小山田いくは実兄。小山田の初期作品では「おこちゃん」のペンネームで車や列車、一部の人物画など背景を描いていた。
一時期「雪女を出すと連載が終わる」というジンクスを抱えていた事があり、自身も『NERVOUS BREAKDOWN』の単行本で言及している。ただしその『NERVOUS BREAKDOWN』自体は雪女を出した後も長期に渡って連載している。
『NERVOUS BREAKDOWN』文庫版あとがきによると、この作品の執筆を始めた頃から健康を害して体調不良が続いており、主人公である「安堂一意」は自身をモデルにしたとしている。
酒量が増え、鬱病、自律神経失調症、パニック障害、統合失調症などを患い、『軽井沢シンドロームSPROUT』連載時には、医者から精神面での安定を意図した休業を勧められたことによる休載期間があった。また同作後書きのエッセイ漫画において、休載前に考えていた今後のストーリー構成を忘れる、など、作品制作に多大な支障が出ていることを描いていた。精神面での変調が激しいこと、各種の薬の服用や、肝臓を患い倒れたこと、一時的な断酒による急激な肥満、最終回時には椎間板ヘルニアの手術を受けたこと、などについても描かれている。
2016年、実兄である小山田いくが病死した際に、掲載予定の雑誌に寄稿した作品『欠片の記憶（漫画昭和人情食堂 丼・お弁当編「ぶんか社コミックス」』を境にほぼ休業となり、2022年時点では自宅療養中。

## 作品リスト
まゆ
作者のプロデビュー前に制作された作品。
寄生虫（突然変異で誕生した、ヒトに卵を産み付けるコマユバチ。孵化した場合の致死率は100パーセント）がテーマのホラーミステリー作品。単行本『精霊紀行　―ルポルタージュ・アルフ―』に収録。『終齢幼虫』のタイトルでセルフリメイクされている。
精霊紀行　―ルポルタージュ・アルフ―
1979年 - 1983年、ビッグコミック・ビッグコミック増刊・別冊ビッグコミック、いずれも小学館、単行本：1984年 - 1985年、BIG CUSTOM SERIES、小学館
初期短編作品集。
軽井沢シンドローム
ビッグコミックスピリッツ、小学館、単行本：1982年 - 1985年、ビッグコミックス、小学館
軽井沢での恋愛模様を独自のタッチで描く青春もの。ふきだし外の台詞や欄外のコメントなどの書き込みの多さや、ガンダムなどのアニメネタを多用する、いわゆる「同人誌的な」演出が当時のメジャー誌掲載の商業作品としては珍しかった。青年漫画雑誌の連載作品らしく、やや過激ともいえる性描写で、若い男性の支持を集める。
1985年にOVA化されている。
依頼人から一言 ※「依頼人」の読みは「スポンサー」
1982年、月刊マンガDuO、朝日ソノラマ
学園オカルトミステリー。永らく絶版になっていた経緯を踏まえて、キャラクターがゲスト出演した『NERVOUS BREAKDOWN』の単行本第11巻（ノーラコミックス版）に再収録されている。
我が名は狼 ※「狼」の読みは「うるふ」
1982年 - 1983年、週刊少年チャンピオン増刊 ヤングチャンピオン→プレイコミック、ともに秋田書店
青春もの。架空の避暑地でペンションを経営する一家に父の親友の息子である若い男が転がり込む。
同時期に連載されていた『軽井沢シンドローム』と双璧をなす、作者の代表作の1つ。こちらは連載後期に移籍した掲載誌の傾向から、さらに開放的な若者の性行動が描写されている。
道はコンチェルト
1982年、週刊少年チャンピオン、秋田書店、
実兄・小山田いくとの合作。中学生がSF漫画を描く学園もので、たがみは作中劇となるSF漫画パートを担当した。プレイコミックシリーズ版『我が名は狼』第1巻に併録。後に「超攻速ガルビオン」の主人公となる（酷似する）二人が登場する。
Dが落ちた日
1983年4号、少女コミック、小学館
第三種接近遭遇のSFもの。ビッグコミックス版『軽井沢シンドローム』第8巻、および単行本『私立北鳳高校K.I.E』に収録。
フェダーイン:戦士
1983年、週刊少年マガジン、講談社、単行本：1986年、マイブックKC、講談社
「マッド・クッキィ」の異名をとる傭兵・朽木三郎を主人公とした、中東を舞台にするミリタリーもの。
アフリカの太陽
1983年 - 1984年、リュウ、徳間書店、単行本：1991年、少年キャプテンコミックススペシャル、徳間書店
『フェダーイン：戦士』の姉妹編的な存在だが、こちらはオカルト色が強く作風は異なる。アフリカの小部族「ゴル」の祭っていた忌まわしき暗黒神とその眷族神の像に象徴として埋め込まれていた宝石が奪われる。暗黒神「ビ・ホー」を宿した宝石は持ち主や周囲の悪意を糧として肥大化していく。日本人学者とゴルの女性の間に生まれた最後の族長・巫女神太陽がゴルの生き残りや巡り合った仲間と共に戦う。
この作品では、シリアスな8頭身キャラに混じって、2、3頭身のギャグ調キャラでアフリカ出身のシャーマンが描かれている。同一人物を8頭身と2、3頭身の2種類で描くこともしておらず、たがみ作品の中では、キャラ毎の描き分けが最もハッキリしている。後編が描かれたのがかなり後なので、絵柄がだいぶ違っている。
たがみよしひさマガジン
1983年 - 1984年、各種雑誌掲載作品およびインタビュー等、単行本：1984年、別冊SFイズム3、みき書房
HERO
1983年 - 1984年、各種雑誌掲載作品、単行本：1985年、みき書房
SFもの。
それさえもおそらくは平穏な日々
1984年 - 1986年、少年キャプテンコミックス、徳間書店
作者の日常を描いた短編集。たがみ夫人もモデルとして登場する。
それ故におそらくは平穏なゴジラ
1984年、ビッグコミックスピリッツ、小学館
同年公開の映画『ゴジラ』へのオマージュを描いたエッセイ漫画。ビッグコミックス版『軽井沢シンドローム』第8巻に収録。
怒りのルドラ
1985年1号、モーニングパーティー増刊、講談社
怪獣映画のパロディ短編。単行本『なくしたピース』に収録。
妄想超人マイナマン
1985年12月号、月刊ウィングス、新書館
ヒーローもの。単行本『それさえもおそらくは平穏な日々』、および『なくしたピース』に収録の短編。
GREY
1985年 - 1986年、月刊少年キャプテン、徳間書店、単行本：1986年、少年キャプテンコミックス、徳間書店
近未来SFもの。1986年にOVA作品『GREY　デジタル・ターゲット』として、徳間書店からアニメ化されている。一部では劇場公開もされた。ただしアニメのストーリーは、ヒロインの交代など、大幅に変更されている。
私立北鳳高校K.I.E
1986年、ビッグコミックスピリッツ、小学館、単行本：1995年、ノーラコミックスデラックス、学習研究社
学園もの。ファミリーコンピュータのゲームを題材にパロディ化された実験的作品。
化石の記憶 ※「化石」の読みは「いし」
1985年 - 1987年、プレイコミック、秋田書店、単行本：1986年 - 1987年、プレイコミックシリーズスペシャル、秋田書店
タイムスリップもの。初版はB5サイズの大判コミックで出版され、長らく絶版だったが、秋田書店より文庫化された。
なくしたピース
1986年 - 1988年、月刊ウィングス、新書館、単行本：1991年、ノーラコミックスデラックス、学習研究社
ミステリー短編集。
まかいのもりのあかいぬま
1987年7号、ビッグコミックスピリッツ、小学館
失恋をテーマにした青春もの。単行本『私立北鳳高校K.I.E』に収録。
FRONTIER LINE
1987年 - 1988年、月刊コミックNORA、学習研究社、単行本：1988年、ノーラコミックス、学習研究社
シリアスな連作SFロボットもの。
滅日 ※読みは「ほろび」
月刊少年キャプテン、徳間書店、単行本：1987年 - 1990年、少年キャプテンコミックス、徳間書店
シリアスな伝奇もの、超能力バトルもの。古来「鬼」と呼ばれ弾圧されてきた超能力者たちの団体SATORIとYAMAKO。その対立抗争のさなかに生まれた2人の若者、尼子全(あまこぜん)と相賀修一(あいがしゅういち)が、天乃滅日命(あめのほろびのみこと)を祭神(まつりがみ)とする通称「イダリの祠(ほこら)」の御神体に触れて超能力を発現し、やがて世界の支配権をめぐるイダリとホロビ、すなわち「神」と「魔」の最終決戦にまで至る運命を描く。
NERVOUS BREAKDOWN
1988年 - 1995年、月刊コミックNORA、学習研究社、単行本：1989年 - 1997年、ノーラコミックス、学習研究社
私立探偵事務所を舞台にしたミステリー。コミックスで全13巻と、作者にとって最大のボリュームとなる作品。作中のいくつかのエピソードに、過去作品の登場人物が多数ゲスト出演している。
ファイター
1989年 - 1992年、月刊アニマルハウス、白泉社、単行本：1990年 - 1992年、ジェッツコミックス、白泉社
格闘技もの。架空の古武術を使う主人公と強豪達との闘い、それを取り巻く陰謀を描くストーリー。雑誌休刊に伴い、連載が中断したまま未完となっている。当時はあまり知られていなかった、テコンドーの起源が実は空手であるというタブーを描写している。
“PEPPER”
1991年、秋田書店
西部劇。スクリーントーンを極力使わず、ほぼ全ての陰影は掛け網によって処理されている。
侠客
1992年 - 1993年、ヤングアニマル、白泉社、単行本：1993年、ジェッツコミックス、白泉社
ヤクザもの。架空の地方都市を舞台とした陰謀劇だが、事態が収束しないまま完結している。
首
1993年14号、ヤングアニマル、白泉社
オカルトホラー短編。ジェッツコミックス版『侠客』第2巻に収録。
サマーバケーション
1993年16号、ヤングアニマル、白泉社
館もののサスペンス。ジェッツコミックス版『侠客』第2巻に収録。
メタルハンターズD
コミックトム、潮出版社、単行本：1994年 - 1995年、希望コミックス、潮出版社
SFもの。「メタル・ワークドレス」と呼ばれる搭乗型ロボット重機を悪用した犯罪が蔓延る未来の日本で、巨大企業グループ「DAINO」の私設軍隊ともいうべき非合法の特殊警備部門「D機関」の戦いを描く。『FRONTIER LINE』で搭乗式人型兵器・重装騎を描くセンスがないとあとがきで語っていたように本作のメタル・ワークドレスでは重機に手足を付けたようなデザインが多い。
妖怪戦記
月刊少年キャプテン、徳間書店、単行本：1994年 - 、少年キャプテンコミックススペシャル、徳間書店
雑誌休刊に伴い、未完。恐怖や憎悪、嫉妬など人の負の感情を餌として肥大し暴れる妖怪(鬼部＝おにべ)を退治する鬼部降伏師一族の末裔、巫子神唯円(みこがみゆいえん)と、たまたまバイク事故で頭部に傷を負ったせいで妖怪の姿を見る能力、切り裂く能力を身につけたフリーライター地童吾郎(じどうごろう)がコンビを組み、様々な事件にからむ凶悪な妖怪と対決するサイキック・アクション。
HARD
1995年、ノーラコミックスデラックス、学習研究社
ハードホイルドな雰囲気の伝奇もの。 『滅日』同様に、超能力を持つ特殊な一族の攻防を描く。全3話。単行本では表題作のほかに、「紅葉狩り」など短編を4作品収録（他の3編は再録）。
たがみよしひさ作品集 だれかが見ている
単行本：1995年、学習研究社
ホラー短編集。
お江戸忍法帖
1995年 - 1999年、コミックトム → コミックトムプラス、潮出版社、単行本：全5巻、希望コミックス、潮出版社
ギャグ忍者もの。敵組織の名前は、テレビ特撮作品『アイアンキング』などからヒントを得ている。
NIGHT ADULTCHILDREN
1997年 - 1998年、月刊コミックNORA、学習研究社、単行本：1998年、ノーラコミックス、学習研究社
怪盗もの。特異な才能を持つ美術品窃盗団と警察との対決を描く。『NERVOUS BREAKDOWN』の姉妹編にあたり、同作の登場人物も出演する。あとがきでは作者本人が『ないちる』と省略して欲しいと書いている。
W ※読みは「ウォン」
プレイコミック、秋田書店、単行本：1998年、秋田書店、全1巻。
ビリヤードもの。昼は高校の物理教師、夜は賭けビリヤードで無敗を誇る謎の凄腕ハスラー(通称ウォン)という二つの顔を持つ主人公の過去の因縁をめぐるサスペンスドラマ。
雪の降る日は気をつけて
単行本：1999年、秋田コミックサスペリア、秋田書店
ホラー短編集。
UNDER GROUND
ヤングチャンピオン、秋田書店、単行本：2000年、ヤングチャンピオンコミックス、秋田書店、全2巻。
原作：本橋信宏。本橋信宏を主人公とし、本橋を業界に引き込むことになる草野博美（後にAV監督の村西とおるとして有名になる）も登場する。1980年代のビニール本、裏本業界の内幕や写真誌『スクランブルPHOTO』の創刊から廃刊までを描くノンフィクション。
軽井沢シンドロームSPROUT
2002年 - 2006年、ヤングチャンピオン、秋田書店
『軽井沢シンドローム』の続編。前作の主役だった相沢耕平の息子・相沢薫平が主役となる次世代物語。
ベルリンの豹
単行本：2006年、歴史群像コミックス、学習研究社
第二次世界大戦中のドイツ軍戦車兵を描いたミリタリーもの。日本海軍飛行隊の漫画も併せて収録。

### 単行本未収録作品
- リリカル ナイト ライダース
- 偽生
- 五才の頃（いつつのころ）
- 待っている…
- それゆえにおそらくは不穏な毎日・・・Titleがない
- アウトドアズマン列伝（レジェンド）：2010年 - 2011年、BE-PAL、小学館
- 欠片の記憶（漫画昭和人情食堂 丼・お弁当編 (ぶんか社コミックス)）2016/6/27

### イラストその他
小説挿絵
- 花が散る春 蜜柑山奇譚（大和真也）角川スニーカー文庫 1988年
- 鳥が来る夏 蜜柑山奇譚2（大和真也）角川スニーカー文庫 1990年
- 平壌で朝食を。（勝谷誠彦） 光文社文庫 2010年

TVゲーム
- 怒 IKARI（1986年）：ファミコン版のパッケージと説明書内のイラストを担当。

アニメ作品
- 超攻速ガルビオン（1984年）：キャラクターデザイン
- 軽井沢シンドローム（1984年）
- GREY（1986年）

## アシスタント
- しのらさとし：漫画家
- 横山力也